# Gomorra (série télévisée)
Pour les articles homonymes, voir Gomorra.
Gomorra (Gomorra - La serie) est une série télévisée italienne en 58 épisodes de 52 minutes créée par Roberto Saviano et diffusée entre le 6 mai 2014 et le 21 décembre 2021 sur Sky Atlantic ainsi qu'en clair sur Rai 3 à partir du 10 janvier 2015.
Il s'agit de l'adaptation du livre éponyme de Roberto Saviano sur la mafia napolitaine, la Camorra.
En France et en Suisse, la série est diffusée sur Canal+ depuis le 19 janvier 2015 ainsi que sur Arte depuis le 8 octobre 2015.

## Synopsis
À Naples, deux clans de la Camorra, l'un dirigé par Don Pietro Savastano depuis presque 30 ans et l'autre sécessionniste par Don Salvatore Conte, s'opposent pour avoir la mainmise sur les différents trafics de la ville.
Don Pietro Savastano, vieillissant, va prochainement passer le relais à son fils, Gennaro Savastano, alias Genny. Mais Genny est encore trop immature pour diriger seul. Don Pietro demande alors à son meilleur homme de main, Ciro Di Marzio, qu'il juge fidèle et fiable, d'initier son fils au rôle de mafioso, et d'en « faire un homme ».
Plus vite que prévu, Genny sera à la tête du clan Savastano. S'ensuivra un conflit générationnel opposant les jeunes, amis de Genny, et les anciens, restés fidèles à Don Pietro dont fait partie Ciro, ce qui met en péril la survie du clan.

## Fiche technique
- Titre original : Gomorra - La serie
- Titre français : Gomorra
- Création : Roberto Saviano, Giovanni Bianconi, Stefano Bises, Leonardo Fasoli, Maddalena Ravagli[7], Ludovica Rampoldi (it)
- Réalisation : Stefano Sollima, Francesca Comencini, Claudio Cupellini
- Pays d'origine :  Italie
- Langue d'origine : napolitain[8],[9] et italien
- Société de production : Sky Atlantic (it), Cattleya, Fandango (en collaboration avec Beta et LA7)
- Genre : Drame, thriller, série policière
- Date de diffusion : depuis le 6 mai 2014

## Distribution
Des informations ci-dessous peuvent amener à dévoiler des éléments du scénario.

### Personnages principaux
- Marco D'Amore (VFB : Olivier Bony) : Ciro Di Marzio (saisons 1 à 3, puis saison 5). Il est le principal protagoniste de la série. Surnommé l'Immortel, c'est l'homme émergeant du clan et le préféré de Pietro Savastano. Il est d'abord le meilleur ami de Genny, mais plus tard, lorsque Imma prend le pouvoir, il est relégué à un rôle secondaire. Il décide de trahir son clan pour devenir son propre chef, en alliance avec le boss concurrent Salvatore Conte. Il réussira ensuite à se tailler une place de plus en plus importante dans le milieu mafieux napolitain, éliminant nombre de ses ennemis dont Immacolata Savastano, le même Salvatore Conte et enfin son ancien chef Don Pietro. Il subit de graves pertes comme la mort de ses deux meilleurs amis (Attilio Diotallevi et Rosario Ercolano), de sa femme Deborah (tué par lui-même par peur qu'elle ne collabore avec la justice) et de sa fille bien-aimée Maria Rita (tuée par Malammore, le bras droit de Pietro Savastano en représailles).

- Salvatore Esposito (VFB : Thierry Janssen) : Gennaro Savastano (depuis la saison 1). Surnommé Genny, il est le fils du boss de la famille Savastano. Il est d'abord exploité par Ciro qui cherche à l'influencer. Il veut prendre la place de son père, mais ne semble pas être capable de s'imposer. Son caractère évolue sensiblement lorsqu'il est envoyé en voyage au Honduras par sa mère et qu'il revient transformé, devenu cruel et sans pitié. Il épouse Azzura, fille d'un camorrista transplanté à Rome. Devenu rival de son père, il le fait secrètement assassiner par Ciro. Il devient père le même jour où son père se fait assassiner. L'enfant porte le nom de Pietro.
- Fortunato Cerlino (VFB : Franck Dacquin) : Don Pietro Savastano (saisons 1 et 2). Il est le chef du clan familial Savastano. Il est déterminé à conserver sa position dans la vente de drogue dans son quartier, mais aussi au-delà. Dans la saison 1, il se fait emprisonner et laisse piloter les affaires par sa femme. Se faisant passer pour fou, il arrive à s'échapper de prison aidé par des complices lors d'un transfert. Devenu rival de son fils Genny qu'il considère comme incapable de commander le clan, il instaure une relation de confiance avec Patrizia, devenu espionne et référente. Ayant fait assassiner la fille de Ciro, Don Pietro est abattu à la fin de la saison 2 par ce dernier qui se venge à l'instigation de Genny.
- Maria Pia Calzone (VFB : Manuela Servais) : Donna Immacolata Savastano (saison 1). Surnommée Donna Imma, c'est l'épouse du Boss. Elle a l'intention de lui succéder quand son mari est emprisonné, car son fils n'est pas encore prêt pour ce rôle. Elle est tuée lors d'un attentat commis par Ciro alors qu'elle tentait une ultime négociation pour sauver le clan.
- Marco Palvetti (VFB : Simon Duprez) : Salvatore Conte (saisons 1 et 2). Il est le chef du clan Scissionisti et rival de Savastano. Il fait équipe avec Ciro Di Marzio à la fin de la première saison. Salvatore Conte apparaît comme une personne très religieuse et proche de sa mère. Dans la deuxième saison, il entretient une relation avec une chanteuse. Il est trahi et assassiné par ses lieutenants, après que Ciro les ait convaincus de le rejoindre afin qu'il devienne le propre chef de son alliance.
- Fabio de Caro (VFB : Patrick Descamps) : Malammore « le mal-aimé » (saisons 1 à 3). C'est un très vieux membre du clan des Savastano, un des hommes les plus fidèles de Don Pietro, son bras droit et l'oncle de Patrizia (fille de son frère mort il y a quelques années). Après l'arrestation de Don Pietro et l'assassinat d'Imma, il s'oppose à la gestion de Genny qui voulait s'appuyer sur une nouvelle génération de proches. Il subit un attentat d' 'O Track qui parvient à s'enfuir. Il participe à la libération de Don Pietro lors d'un transfert pénitencier et place sa nièce Patrizia au service de Don Pietro comme informatrice. Après le ralliement de 'O Cardillo et Capa 'e Bomba avec les Savastano et la mort de 'O Mulatto, il exécute les ordres de Don Pietro et tue 'O Zingariello et la fille de Ciro, Maria Rita. Choqué par la mort de Don Pietro, il est assassiné au début de la saison 3 par Ciro di Marzio qui voulait venger la mort de sa fille, Maria Rita, avec la complicité de Genny.
- Cristina Donadio (VFB : France Bastoen) : Annalisa Magliocca, surnommée Scianel (saisons 2 et 3). Elle devient la gérante d'une place importante du trafic de drogue après la mort de son frère Zecchinetta, un homme de main de Don Pietro. Initialement membre de l'alliance, elle se dissocie et tue ’O Track (l'instigateur de l'assassinat de son frère Zecchinetta et de l'attentat raté contre son fils Lellucio).
- Carlo Cerciello : Don Ruggiero dit O'Stregone (saison 3) : C’est un vieux camorriste, respecté pour son expérience et sa sagesse, et il joue un rôle de médiateur entre les différentes factions criminelles de Naples. Il fait partie des Confédérés, un groupe de boss qui contrôlent les divers quartiers anciens de Naples de la camorra historique, notamment Rione Sanità, Forcella, les quartieri spagnoli et la Maddalena. 'O Stregone cherche à maintenir la paix et l’ordre, préférant la diplomatie au conflit armé. Son approche pacifique, cependant, le met en opposition avec des personnages plus violents comme les frères Capaccio.
- Cristiana Dell'Anna (VFB : Séverine Cayron) : Patrizia Santoro (saisons 2 à 4). Elle est vendeuse dans le magasin de mode où se rendent toutes les femmes les plus en vue de Secondigliano et est donc une "oreille" qui se révélera utile à son oncle, Malammore, le lieutenant de Pietro Savastano. Orpheline, elle vit avec son frère Alessio et ses deux sœurs plus jeunes Silvana et Maria, pour qui elle joue le rôle de tuteur. Elle rompt ses relations avec ses proches après être devenue la nouvelle compagne de Don Pietro.
- Gianfranco Gallo : Giuseppe Avitabile (saisons 2 et 3). Camorriste implanté à Rome, il est à la tête d'un vaste réseau de trafic de drogue et avec divers intérêts dans la construction. Il accueille Genny (qui a une relation avec sa fille Azzurra) et lui propose de pouvoir entrer en affaire avec le clan Savastano de son père. Arrêté par la police anti-mafieuse à la suite d'un témoignage d'un de ses hommes contre lui, il sort de prison après 1 an et se rend compte que pendant ce temps-là Genny a manigancé des plans contre lui. Il le contraint à s'éloigner de sa fille Azzura et de son petit-fils Pietro allant jusqu'à le faire rouer de coups et le menaçant de mort si Genny tente de se rapprocher d'eux.
- Ivana Lotito (it) (VFB : Sophie Frison) : Azzurra Avitabile (depuis la saison 2). Fille de Giuseppe Avitabile, elle a commencé une relation avec Gennaro Savastano et est tombée enceinte. À la fin de la deuxième saison, elle devient la femme de Genny. L'enfant auquel elle donnera naissance portera le même nom que son grand-père paternel : Pietro Savastano. Azzurra sera écartée de son mari par son père, lorsqu'il découvrira que Genny conspire contre lui, puis ils réussiront à se remettre ensemble et à changer sa vie en se rendant à Londres avec Genny et Pietro.
- Arturo Muselli (VFB : Fabian Finkels) : Enzo Villa dit Sang Bleu (depuis la saison 3). C'est un membre d'un des clans camorristes historiques les plus importants du centre historique de Naples, depuis longtemps tombé en disgrâce. Avec son groupe d'associés, il s'allie avec Ciro, Genny, Scianel et Patrizia pour reconquérir le pouvoir et le prestige perdu.
- Andrea di Maria : Elia Capaccio dit Le Diplomate (depuis la saison 3). Camorriste du centre de Naples avec son frère Crezi. Ils sont tous deux les petits-enfants de don Aniello Pastore, dont ils ont hérité du clan, ce qui fait d'eux de nouveaux membres au sein des Confédérés.
- Carlo Caracciolo (VFB : Olivier Prémel) : Ferdinando Capaccio dit Crezi (saisons 3 et 4). Membre des Confédérés et frère du Diplomate. Lui et son frère soutiennent ces derniers dans leur guerre contre Enzo.
- Loris de Luna (VFB : Gauthier de Fauconval) : Valerio Misano dit Vocabulaire (saisons 3 et 4). Homme de la bourgeoisie napolitaine, il entre en contact avec Enzo et se voit aspiré par le monde de la criminalité organisée, pour laquelle il est attiré.
- Gianni Parisi (it) (VFB : Christian Simillion) : Don Gerlando Levante (saison 4). Chef d'un puissant clan dans la province de Caserta, il est l'oncle de Genny du côté de sa mère. Il offrira son aide à son neveu, mais il refusera de collaborer avec Patrizia, car il pense qu'une femme n'est pas assez forte pour commander, ce qui l'amènera à vouloir la tuer pour la remplacer à la tête de son quartier.
- Luciano Giugliano (VFB : Michelangelo Marchese) : Michelangelo « Mickey » Levante (saison 4). Fils préféré de Don Gerlando, Michelangelo contrairement à ses frères, a pu étudier et obtenir un diplôme. Il épousera Patrizia après l'avoir mise enceinte, contre l'approbation de son père.

### Personnages secondaires

#### Personnages apparus dans la saison 1
- Alessandro Bressanello : Notaio
- Alessio Gallo (VFB : Alexis Flamant) : Tonino Spiderman. Il est l'un des jeunes membres du clan Savastano, neveu de Carlucciello ou Pisciavinolo, il est tué par rétorsion et vengé par son oncle.
- Alfonso Postiglione (VFB : Erwin Grünspan) : ’o Fringuello. C'est un vieux membre du clan Savastano. Frère d' 'O Zingaro, il est assassiné par les amis de Gennaro alors qu'il était en voiture avec eux.
- Antonella Carillo : Deuxième petite amie de Genny Savastano et fille d'un célèbre médecin de Giugliano en Campanie, que Genny aimerait voir s'allier à Michele Casillo à la victoire des élections municipales ; le père accepte cette alliance (en dépit d'être une personne honnête et du parti politique opposé), à condition que Genny rompe la relation avec Jessica. Genny accepte (bien qu'il fût vraiment amoureux de la fille).
- Antonio Glancarlo Zavatteri (VFB : Daniel Nicodème) : Franco Musi. Il est le fidèle comptable du clan, à qui il est lui ai confié la tâche de blanchir les produits illicites. Très proche de son épouse Gaia (même s'il la trompe avec une fille plus jeune) et de sa fille, Pearl (considérée par lui comme sa fille). Il exploite sa position pour tenter un marché contre le clan, mais cette action lui coûtera la vie.
- Antonio Milo : Attilio Diotallevi dit ’o Trovatello. C'est un vieux membre du clan Savastano, ami de Ciro, qui le considère comme un père. Il est assassiné lors d'une embuscade perpétrée par Salvatore Conte.
- Carlo Guitto : Lino Centocapelli
- Carmine Battaglia : Pino. Un des jeunes membres du clan Savastano, tué par les hommes de Conte lors d'une embuscade.
- Carmine Monaco (VFB : Emmanuel Dekoninck) : ’o Track. Entré dans le monde de la Camorra comme l'un des nouveaux élèves de Genny Savastano, il participe à l'embuscade contre les anciens gardes et survit à l'assassinat de Salvatore Conte. Dans la deuxième saison il s'est dissocié de Genny et est allé du côté des sécessionnistes, mais il a été tué par Scianel.
- Christian Giroso : ’o Cardillo
- Claudio Corinaldesi : Aniello l'Africano. Un membre du clan Savastano, tué lors d'une embuscade de Salvatore Conte.
- David Power : Pasqualino. C'est un jeune toxicomane qui a été emprisonné à la prison de Poggioreale à cause d'un vol. Il est entré dans la prison sous la protection de Pietro Savastano. Immédiatement après son arrestation, il s'est suicidé en se pendant la nuit dans sa cellule après avoir connu sa condamnation judiciaire.
- Domenico Balsamo (VFB : Maxime Donnay) : Massimo. Frère de Danielino et chauffeur personnel de Salvatore Conte. Après avoir vu son frère se faire assassiner, il meurt durant la fuite, blessé gravement par les coups de feu de son chef, Salvatore Conte.
- Elena Margaret Starace : Noemi. la première fiancée de Genny Savastano. Il l'a rencontrée dans une discothèque de Casavatore. Elle n'est pas bien vue par Donna Imma qui ne la considère pas comme digne de son fils. Noemi se montre impatiente face à la faiblesse de Genny devant sa mère. Leur relation s'interrompt quand Genny part pour le Honduras.
- Emanuele Vicorito (VFB : Grégory Praet) : ’o Pop. Un des jeunes membres du clan Savastano, tué par les hommes de Conte lors d'une embuscade.
- Emilio Vacca : Alfredo a' Lisca. Un membre du clan Savastano, tué lors d'une embuscade de Salvatore Conte.
- Gaetano Di Vaio : ’o Baroncino. C'est un vieux membre du clan Savastano. C'est un expert sur le commerce et la vente de produits stupéfiants. Il gère les relations avec les narcotrafficants honduriens du Copan pour la fourniture en cocaïne du clan. Il est tué par Pino d'une balle de revolver dans la tête.
- Giovanni Allocca (VFB : Didier Colfs) : ’o Zingaro. Vieux compagnon des Savastano. Frère d' 'O Fringuello, il est tué par les amis de Gennaro alors qu'il était en voiture avec eux.
- Giovanni Buselli : Capastorta
- Giovanni Franzoni : Goletti
- Ivan Boragine : Michele Casillo. C'est un des meilleurs amis de Genny Savastano. Le même Genny décide de le porter candidat à la mairie de Giugliano qui triomphe grâce à la campagne financée illégalement. Dans la saison 3, Genny lui propose son soutien pour l'élection à la chambre régionale en échange de fournir du travail à ses proches.
- Lino Musella (VFB : Nicolas Matthys) : Rosario ’o Nano
- Massimilio Rossi : Zecchinetta. Un vieux membre du clan Savastano, un proche de Don Pietro. Frère de Scianel et oncle de Lelluccio, il gère l'importante place du marché des maisons célestes. Il est tué par 'O Track dans sa propre maison, sur ordre de Genny Savastano. Sa mort sera d'abord vengée par l'un des anciens membres de Savastano puis par sa sœur Scianel (qui tue son assassin de la même manière).
- Mimmo Esposito : Renato Bolletta. C'est un vieux membre du clan Savastano qui gère la place de "Case dei Puffi". Il est assassiné par son propre boss Pietro, suspecté d'avoir révélé des informations secrètes aux forces de l'ordre (en réalité il n'avait rien à voir avec cela, mais n'avait pas exécuté l'ordre de tuer Parisi).
- Nuccio Siano : Franco Leccalecca. C'est un usurier qui est tué par Malammore et Zecchinetta sur ordre de Donna Imma.
- Sidy Diop : Tokumbo. Ancien militaire, il fait partie du clan nigérian qui vend la drogue achetée par le Savastano. Il se fait volontairement incarcérer à Poggioreale pour parler directement avec Pietro Savastano pour discuter de leur accord et de leurs profits.
- Simona Capozzi : Antonietta Diotallevi. C'est la femme d'Attilio Diotallevi.
- Susy Di Benedetto (VFB : Simon Duprez) : Marta Giacobone. Jeune femme lesbienne qui, à la suite du suicide de son père endetté auprès de l'usurier Leccalecca, demande protection à Donna Imma. Elle est assassinée par des tueurs à gages d'un clan rival des Savastano.
- Rinat Khismatouline : Eremenko. Chef de la mafia russe qui opère à Barcelone. Ciro di Marzio se voit contraint par Salvatore Conte à traiter avec lui pour le partage des profits d'une spéculation immobilière.
- Vincenzo Esposito (VFB : Gauthier de Fauconval) : Danielino. C'est un jeune mécanicien, fasciné par le monde de la Camorra. Ignorant les mécanismes et trames du pouvoir, il se verra facilement manœuvré par Ciro di Marzio pour tuer un homme proche de Conte, créant une fracture énorme dans le monde de la pègre napolitaine. Il finit tué par Conte, après avoir révélé le nom de son commanditaire.
- Vincenzo Fabricino : Vincenzo Pitbull
- Vincenzo Sacchettino : Daniele
- Walter Lippa (VFB : Erico Salamone) : Carluciello ’o Pisciavindolo. C'est un vieux membre du clan Savastano, oncle de Tonino Spiderman, un jeune ami de Gennaro et autre membre du clan. Il est tué par 'O Pop de quatre balles de revolver.

#### Personnages apparus dans la saison 2
- Denise Capezza (it) : Marinella
- Gianluca Di Gennaro (it) : ’o Zingariello
- Antonio Folletto : Gabriele ’o Principe
- Luca Gallone : Totò ’o Mulatto
- Nino Porzio Nino la saison 2 Genny Savastano's personal driver

#### Personnages apparus dans la saison 3
- Edoardo Sorgente : Gègè. C'est un garçon homosexuel qui a étudié en Angleterre, originaire de Secondigliano et un ami de Genny, qui devint plus tard un comptable. Il collaborera avec Genny et Joaquin (le trafiquant de drogue hondurien) pour massacrer des narcos rivaux dans un supermarché. Plus tard avec Genny, il informera Giuseppe Avitabile de l'augmentation de son capital grâce à quelques entreprises inscrites dans ce dernier. Avitabile se méfie des déclarations de Gègè et le menace. Forcé, Gègè finit par révéler la fraude que Genny fait contre Avitabile. Genny, après l'avoir découvert, le tue à coups de poing, avec la montre que don Pietro lui avait donnée pour son diplôme.

## Épisodes

### Première saison (2014)
Les titres des épisodes originaux sont en napolitain
1. Le clan des Savastano (Il clan dei Savastano)
2. Question de confiance (Ti fidi di me?)
3. L'homme de la maison (L'omm 'e casa)
4. Sang africain (Sangue africano)
5. Le rugissement de la lionne (Il ruggito della leonessa)
6. Roulette espagnole (Roulette spagnola)
7. Seule contre tous (Imma contro tutti)
8. Élections (La scheda bianca)[10]
9. Erreur de jeunesse (Gelsomina Verde)
10. Règlement de Conte (Ora facciamo i Conte)
11. Tueurs nés (Cento modi per uccidere)
12. Les immortels (Gli Immortali)

### Deuxième saison (2016)
Les titres des épisodes originaux sont en napolitain
1. À vif (Vita mia)
2. Guerre froide (Lacrime e Sangue)
3. La Passion selon Conte (Mea Culpa)
4. Le Parfum de la hyène (Profumo di iena)
5. Sans filet (Occhi negli occhi)
6. La Conquête du territoire ('O Track)
7. Bon prince (Il Principe e il Nano)
8. Frères de sang (Divide et impera)
9. Une femme libre (Sette Anni)
10. L'Appât (Fantasmi)
11. Comme un poison (Nella gioia e nel dolore)
12. Le Prix du sang (La fine del giorno)

### Troisième saison (2017)
En mai 2016, la série est reconduite pour deux saisons supplémentaires,. En Italie la diffusion de la troisième saison a commencé sur Sky Italia le 17 novembre 2017, en battant des records d'audience. En France, la diffusion de la saison 3 est prévue pour le 1er trimestre 2018 sur Canal+.
Les titres des épisodes originaux sont en napolitain
1. Le mal-aimé (Viva il Re!)
2. Système sanglant (Hasta la muerte)
3. Exil en enfer (Inferno)
4. Nouveau départ (Il filo e la Moira)
5. Les enfants des fantômes (Sangue Blu)
6. Le cheval de Troie (Come nascere)
7. Une vie violente (Sangue del mio sangue)
8. Leçons de vie (Guerra aperta)
9. L'ange de Forcella (Giuda!)
10. La reine de Secondigliano (La creatura)
11. Entre tes mains (Fede)
12. Rédemption (Per Sempre)

### Quatrième saison (2019)
La quatrième saison est commandée dès mai 2016, avec le début de l'écriture en janvier 2018. Elle est diffusée à partir du 29 mars 2019 sur Sky Atlantic en Italie. En France, la diffusion de la saison 4 est prévue à partir du 30 mars 2019 sur Canal+. La trame du film L'Immortel se déroule parallèlement à cette saison.
1. Les larmes du Christ
2. La terre des feux
3. Respect
4. Cash
5. Les racines du mal
6. Le préféré
7. Adieu frère
8. Vices cachés
9. Dernières volontés
10. Abus de pouvoir
11. Une femme à abattre
12. Ne se fier à personne

### Cinquième saison (2021)
1. Les Morts ne reviennent pas
2. Goulag
3. Le Gentleman
4. Le Retour
5. Vendetta
6. Fleurs Vénéneuses
7. Martyrs
8. Croisades
9. L'Amour d'une mère
10. Jusqu'au bout

## Développement et production
Le tournage de la série a commencé en mars 2013 et a eu lieu dans les villes de :
- Italie : Naples (notamment les quartiers de la Scampia et Secondigliano) et sa région, Ferrare, Caserta, Trieste, Milan, Bologne, Rome[15]
- Espagne : Barcelone
- France : Menton[16]
- Allemagne : Cologne et Düsseldorf
- Bulgarie : Sofia
- Angleterre : Londres

## Bande-son
- Alessio (cantante) (it) – Ancora Noi
- Anthony – E' Chiammalo
- Co' Sang – Fin Quanno Vai 'Ncielo
- Co' Sang – Int' O' Rione
- Co' Sang – Povere Mman
- Ivan Granatino feat. Franco Ricciardi – A' Storia E' Maria
- Mokadelic – Doomed to Live
- 'Ntò (it) feat. Lucariello (it) – Nuje Vulimme 'na Speranza
- Tommy Riccio (it) – Aggio Bisogno E Me Fa l'Amante

Saison 2 :
- Raffaello - Turnamme a fa pace (épisode 2)
- Franco Ricciardi – Uommene. Épisode 4.
- Enzo Dong (it) - Secondigliano regna
- Luchè (it) - O primmo ammore
- Luchè (it) - E Sord

Saison 3 :
- Franco Ricciardi – Malammore. Épisode 6.
- Livio Cori (it) - Surdat. Épisode 10.

Saison 4 :
- Franco Ricciardi – Madama Blu

Saison 5 : 
- Moderup feat. Shada San - Faccio E Spendo
- BandogGK - Sulo cu l'anema

## Distinction
- Festival Polar de Cognac 2018 : Meilleure série internationale[17]

## Film dérivé de la série
Un film dérivé de la série est sorti au cinéma le 19 décembre 2019, L'Immortel se focalise sur la vie de Ciro di Marzio.